# Lijst van rijksmonumenten op Urk
De plaats Urk telt 33 inschrijvingen in het rijksmonumentenregister. Hieronder een overzicht. 
| Object                                                           | Oorspronkelijke functie?  | Bouwjaar               | Architect       | Locatie             | Coördinaten?                  | Nr.?   | Afbeelding                                                       |
| ---------------------------------------------------------------- | ------------------------- | ---------------------- | --------------- | ------------------- | ----------------------------- | ------ | ---------------------------------------------------------------- |
| Pand met gepleisterde gevel en zadeldak                          | Woonhuis                  | 19e eeuw               |                 | Wijk 2 51           | 52° 39' 42" NB, 5° 35' 57" OL | 35876  | Meer afbeeldingen                                                |
| Pand met gepleisterde gevel en zadeldak                          | Woonhuis                  | eerste helft 19e eeuw  |                 | Wijk 2 74           | 52° 39' 42" NB, 5° 35' 49" OL | 35877  | Meer afbeeldingen                                                |
| Vuurtoren van Urk                                                | Kust- en oevermarkering   | 1844                   | J. Valk         | Wijk 3 80           | 52° 39' 40" NB, 5° 35' 31" OL | 35880  | Meer afbeeldingen                                                |
| Toren Nederlands Hervormde Kerk                                  | Kerk en kerkonderdeel     | 1461 (klok)            |                 | Wijk 4 1            | 52° 39' 43" NB, 5° 35' 35" OL | 35881  | Meer afbeeldingen                                                |
| Nederlands Hervormde Kerk                                        | Kerk en kerkonderdeel     | 1786                   |                 | Wijk 3 96           | 52° 39' 44" NB, 5° 35' 36" OL | 35882  | Meer afbeeldingen                                                |
| Pand onder zadeldak                                              | Woonhuis                  | 19e eeuw               |                 | Wijk 4 68           | 52° 39' 45" NB, 5° 35' 40" OL | 35884  | Meer afbeeldingen                                                |
| Pand onder zadeldak                                              | Woonhuis                  | eerste helft 19e eeuw  |                 | Wijk 4 99           | 52° 39' 46" NB, 5° 35' 40" OL | 35885  | Meer afbeeldingen                                                |
| Pand met gepleisterde gevel en zadeldak                          | Woonhuis                  | eerste helft 19e eeuw  |                 | Wijk 5 10           | 52° 39' 47" NB, 5° 35' 42" OL | 35887  | Pand met gepleisterde gevel en zadeldak                          |
| Pand onder zadeldak tussen bakstenen puntgevels                  | Woonhuis                  | eerste helft 19e eeuw  |                 | Wijk 5 11           | 52° 39' 47" NB, 5° 35' 41" OL | 35888  | Meer afbeeldingen                                                |
| Pand onder zadeldak                                              | Woonhuis                  | eerste helft 19e eeuw  |                 | Wijk 5 26           | 52° 39' 46" NB, 5° 35' 47" OL | 35893  | Meer afbeeldingen                                                |
| Pand onder zadeldak                                              | Woonhuis                  |                        |                 | Wijk 5 29           | 52° 39' 46" NB, 5° 35' 46" OL | 35894  | Meer afbeeldingen                                                |
| Pand met gepleisterde gevel en zadeldak                          | Woonhuis                  | laatste helft 19e eeuw |                 | Wijk 5 63           | 52° 39' 44" NB, 5° 35' 50" OL | 35898  | Meer afbeeldingen                                                |
| Pand met gepleisterde gevel en zadeldak                          | Woonhuis                  | laatste helft 19e eeuw |                 | Wijk 5 64           | 52° 39' 44" NB, 5° 35' 50" OL | 35899  | Pand met gepleisterde gevel en zadeldak                          |
| Pand onder zadeldak                                              | Woonhuis                  | laatste helft 19e eeuw |                 | Wijk 5 84A          | 52° 39' 44" NB, 5° 35' 51" OL | 35901  | Pand onder zadeldak                                              |
| Pand onder zadeldak                                              | Woonhuis                  | eerste helft 19e eeuw  |                 | Wijk 5 116          | 52° 39' 42" NB, 5° 35' 59" OL | 35902  | Pand onder zadeldak                                              |
| Pand onder zadeldak                                              | Woonhuis                  | laatste helft 19e eeuw |                 | Wijk 5 125          | 52° 39' 42" NB, 5° 35' 59" OL | 35903  | Meer afbeeldingen                                                |
| Pand onder mansarde-kap                                          | Woonhuis                  | laatste helft 19e eeuw |                 | Wijk 5 126          | 52° 39' 42" NB, 5° 35' 59" OL | 35905  | Meer afbeeldingen                                                |
| Pand onder zadeldak                                              | Woonhuis                  | eerste helft 19e eeuw  |                 | Wijk 6 22           | 52° 39' 45" NB, 5° 35' 53" OL | 35907  | Meer afbeeldingen                                                |
| Pand onder zadeldak                                              | Woonhuis                  | laatste helft 19e eeuw |                 | Wijk 6 88           | 52° 39' 46" NB, 5° 35' 50" OL | 35908  | Meer afbeeldingen                                                |
| Gemaal Vissering                                                 | Gemaal                    | 1938-1942              | Dirk Roosenburg | Domineesweg 33e     | 52° 39' 26" NB, 5° 36' 12" OL | 515898 | Meer afbeeldingen                                                |
| Urkersluis                                                       | Waterkering en -doorlaat  | 1938-1941              | Dirk Roosenburg | Domineesweg bij 33H | 52° 39' 28" NB, 5° 36' 10" OL | 515899 | Meer afbeeldingen                                                |
| Urkersluis: Schotbalkenloods                                     | Waterkering en -doorlaat  | 1938-1941              | Dirk Roosenburg | Domineesweg 33F     | 52° 39' 29" NB, 5° 36' 10" OL | 515900 | Meer afbeeldingen                                                |
| Urkersluis: Sluiswachtershuisje                                  | Waterkering en -doorlaat  | 1938-1941              | Dirk Roosenburg | Domineesweg 33H     | 52° 39' 28" NB, 5° 36' 10" OL | 515901 | Meer afbeeldingen                                                |
| Zeilmakerij                                                      | Nijverheid                | 1852                   |                 | Wijk 1 57           | 52° 39' 40" NB, 5° 35' 47" OL | 515902 | Zeilmakerij                                                      |
| Raadhuis van Urk en Politiebureau                                | Bestuursgebouw en onderdl | 1904-1905              | J.F.L. Frowein  | Wijk 2 1            | 52° 39' 41" NB, 5° 35' 46" OL | 515903 | Meer afbeeldingen                                                |
| Smederij, oorspronkelijk woonhuis                                | Woonhuis                  | 1900-1915              |                 | Wijk 2 26           | 52° 39' 41" NB, 5° 35' 57" OL | 515904 | Smederij, oorspronkelijk woonhuis                                |
| Klein Urker woonhuis                                             | Woonhuis                  | 1850                   |                 | Wijk 2 85           | 52° 39' 42" NB, 5° 35' 46" OL | 515905 | Klein Urker woonhuis                                             |
| Bethelkerk                                                       | Kerk en kerkonderdeel     | 1885                   |                 | Wijk 3 3            | 52° 39' 41" NB, 5° 35' 43" OL | 515906 | Meer afbeeldingen                                                |
| Bakkerij en bakkerswinkel, later schoenmakerij en schoenenwinkel | Nijverheid                | circa 1880             |                 | Wijk 3 28           | 52° 39' 43" NB, 5° 35' 42" OL | 515907 | Bakkerij en bakkerswinkel, later schoenmakerij en schoenenwinkel |
| Brood- en banketbakkerij met bakkerswinkel, lunchroom en woning  | Nijverheid                | 1929-1930              |                 | Wijk 4 20           | 52° 39' 43" NB, 5° 35' 44" OL | 515908 | Meer afbeeldingen                                                |
| Eben-Haezerkerk                                                  | Kerk en kerkonderdeel     | 1895                   | Van Benthem     | Wijk 4 101          | 52° 39' 46" NB, 5° 35' 41" OL | 515909 | Meer afbeeldingen                                                |
| Timmermanswerkplaats, oorspronkelijk waarschijnlijk woning       | Nijverheid                | circa 1840             |                 | Wijk 6 81           | 52° 39' 47" NB, 5° 35' 48" OL | 515910 | Upload foto                                                      |
| Visserswoning                                                    | Woonhuis                  | 1850                   |                 | Wijk 2 4            | 52° 39' 41" NB, 5° 35' 47" OL | 515911 | Meer afbeeldingen                                                |

Almere ·
Noordoostpolder ·
Urk ·
Zeewolde

Gemaal Lovink ·
scheepswrak VAL1460